# Manuel Olivares
Manuel Olivares Lapeña (ur. 2 kwietnia 1909 w Son Servera, zm. 16 lutego 1976 w Madrycie) – hiszpański piłkarz i trener, król strzelców Primera División, jednokrotny reprezentant Hiszpanii.

## Kariera sportowa
Najważniejszym klubem w jego karierze był Madrid CF – tam przez trzy sezony rozegrał 39 meczów ligowych (na 54 możliwe), strzelił 33 gole (najlepszym strzelcem sezonu został w roku 1933 z 15 golami) i dwukrotnie wygrał ligę. Wcześniej grał w Deportivo Alavés, a po odejściu z Madrytu w Donostii CF (obecnie Real Sociedad), Saragossie, Hérculesie, Máladze i Algeciras.